# Helicius kimjoopili
Helicius kimjoopili là một loài nhện trong họ Salticidae.
Loài này thuộc chi Helicius. Helicius kimjoopili được Joo-Pil Kim miêu tả năm 1995.